# Um Mitternacht (Bruckner, 1886)
Um Mitternacht, WAB 90, ist ein weltliches Chorwerk, das 1886 von Anton Bruckner komponiert wurde.  Etwa zwanzig Jahre zuvor hatte Bruckner bereits ein Stück (Um Mitternacht, WAB 89) nach demselben Text komponiert.

## Geschichte
Bruckner komponierte das Lied nach einem Text von Robert Prutz am 11. Februar 1886 für die Strassburger Männer-Sangverein. Das Stück wurde am 15. April 1886 von der Liedertafel Frohsinn in der Städischer Volksgartensalon uraufgeführt. Wegen Aufführungsschwierigkeiten (Brummstimmen und viele Modulationen) wurde der Chor durch eine Harfe verstärkt.
Das Werk, dessen Originalhandschrift in der Österreichischen Nationalbibliothek aufbewahrt wird, wurde im selben Jahr vom  Strassburger Sängerhaus publiziert, und danach (1911) von Viktor Keldorfer (Universal Edition), zusammen mit der anderen Vertonung (Um Mitternacht, WAB 89) und das andere „Mitternachtslied“  Mitternacht, WAB 80 herausgegeben. Es erscheint in Band XXIII/2, Nr. 33 der Gesamtausgabe.

## Musik
Das Lied basiert auf dem Text von Robert Prutz, den Bruckner bereits für Um Mitternacht, WAB 89 verwendet hatte.
Das 93 Takte lange Werk in f-Moll ist für Männerchor und Tenorsolist komponiert. Strophe 1 wird vom Chor gesungen. Strophe 2 (In süßen unbelauschten Tränen, Takt 31) und Strophe 3 werden vom Tenorsolisten gesungen, begleitet von Brummstimmen. Strophe 4 (So tönet oft das stille Läuten, Takt 58) wird vom Chor gesungen.

## Diskografie
Um Mitternacht, WAB 90, ist weniger beliebt als die bisherige Einstellung WAB 89. Eine Auswahl unter den wenigen Aufnahmen:
- Guido Mancusi, Chorus Viennensis, Herbert Lippert (Tenor),– CD: ORF CD 73, 1995
- Thomas Kerbl, Männerchorvereinigung 12, Michael Nowak (Tenorsolo) Weltliche Männerchöre – CD: LIVA054, 2012  – Die Chorpartie wird stellenweise diskret von der – in der Partitur nicht vorgesehenen – Orgel (Philipp Sonntag) unterstützt.